# 印度所得不平等問題

聯合國開發計劃署發佈的人類發展指數（從1990年開始發佈的一指數，用以衡量各國社會經濟發展程度），顯示印度於2021年發生指數下降情事。

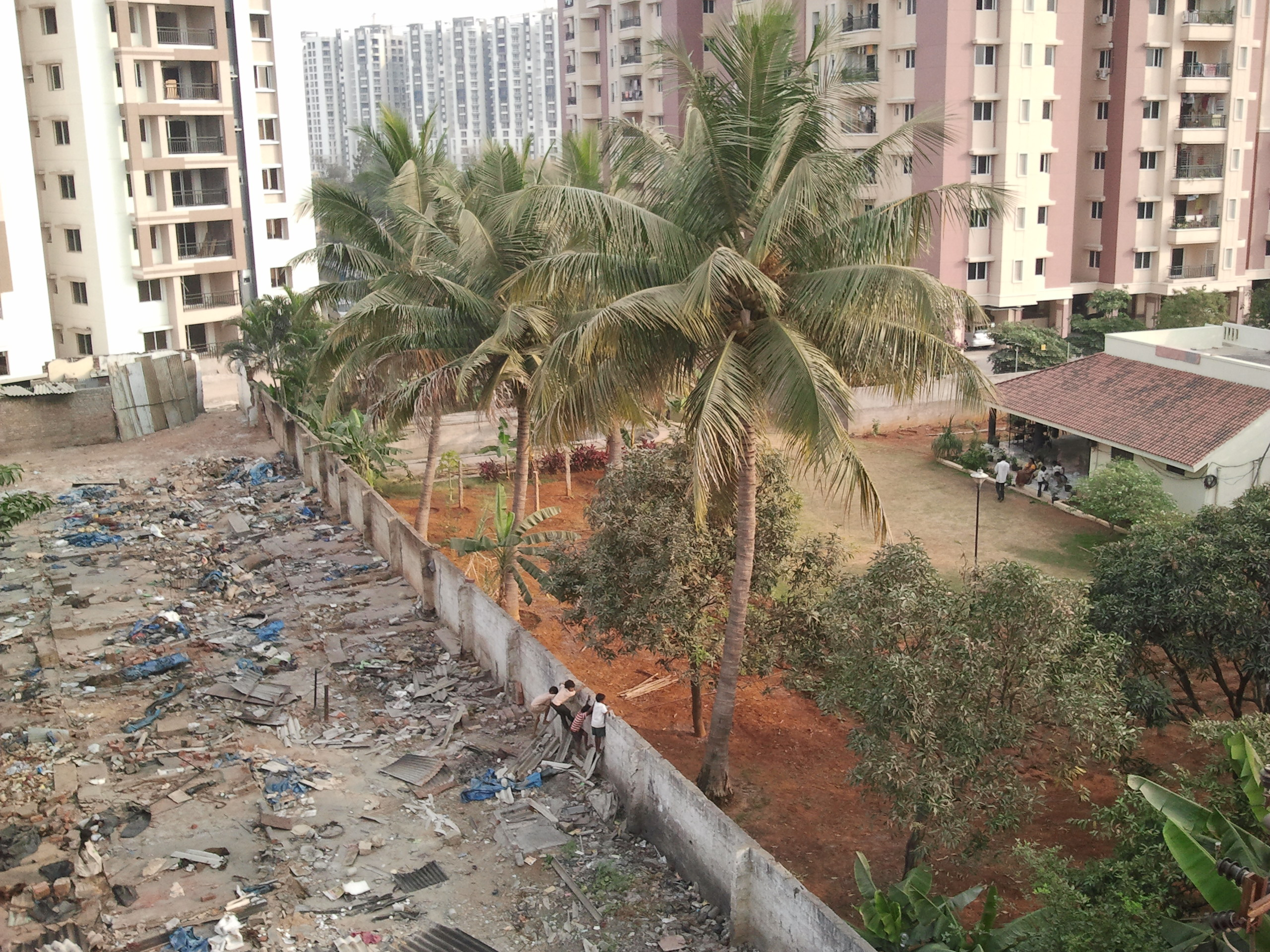
於泰倫迦納邦海德拉巴西部郊區的康達普爾，貧民窟的孩子們在被夷平的工地，攀上圍牆，觀察富裕鄰居的居住環境。（攝於2011年，上傳於2015年）

印度所得不平等問題（英語：income inequality in India）指的是該國公民之間的財富和所得分配不均的現象。根據美國中央情報局出版的《世界概況》，印度在2011年的吉尼係數（衡量所得分配不平等的指標，數值越小表示所得分配越平均）為35.2，在157個國家中排名第95位。該國財富分配很不均勻，有份報告估計截至2016年11月，印度有54%的財富由百萬富翁控制，排名世界第二，僅次於俄羅斯。最富有的1%印度人擁有全國58%的財富，而最富有的10%印度人擁有全國80%的財富。 這種趨勢仍持續上升中，富人變得更為富有，窮人和富人間的所得差距不斷擴大。印度自1922年開始徵收所得稅以來，不平等現象日益惡化，如今已超過英屬印度時期於1939-40年的紀錄，當時最富有的1%人口掌有當地全部所得的20.7%。
根據創建於英國的國際發展及救援非政府組織 - 樂施會 - 發佈題為《富豪的生存：印度篇（Survival of the Richest: The India Story）》的報告，突顯印度的顯著所得不平等現象。最富有的1%擁有全國財富的40%以上，而最底層的50%僅持有全國財富的3%。該報告還揭示性別薪酬差距，女性勞工的所得僅為男性的63%。此外，每年大約有6,300萬印度人因為負擔醫療費用而陷入貧窮。印度有119位億萬富翁，他們的財富在過去10年中幾乎增加9倍。此報告呼籲對富人徵收更高的稅賦，提升在健康和教育方面的支出，並採措施以解決性別和社會不平等問題。根據印度政府向印度最高法院提交的報告，飢餓成為印度5歲以下兒童於2022年死亡的主因，佔比高達65%。
根據皮尤研究中心發表的2021年報告，印度約有12億低收入人口、6,600萬中等收入人口、1,600萬中高收入人口，以及不到200萬的高收入人口。據《經濟學人》報導，截至2017年，如果使用印度國家應用經濟研究委員會所採的標準 - 每天收入超過10美元的定義 - 印度人口中有7,800萬人屬於中產階級。根據世界銀行的數據，印度於2021年有93%的人口每天生活費低於10美元，99%的人口每天生活費低於20美元。

## 所得差距
根據法國經濟學家湯瑪斯·皮凱提的說法，由於印度所得稅數據中存在巨大差距，因此很難準確衡量該國的財富不平等狀況。 印度於1997年至2000年的官方數據包含許多不一致之處，而在2000年至2012年之間則沒有發佈任何數據。然後官方在2013年的所得稅數據顯示當年只有1%的印度人繳納所得稅，而只有2%的人提交納稅申報表。 在沒有可靠數據的情況下，任何關於印度所得不平等狀況的量化都難得到有意義的結論。。
湯瑪斯·皮凱提及其同事共同發表的另一篇名為《1922-2023年印度所得和財富不平等：億萬富翁統治階級崛起（Income and Wealth Inequality in India, 1922-2023: The Rise of the Billionaire Raj）》的報告，將印度不平等現象中的幾個重要面向突顯 - 印度迄2022-23財政年度最頂層的1%人口控制22.6%的國民所得和40.1%的國家財富，是史上空前的水平。這種所得和財富的集中現象讓印度成為全球最不平等的國家之一，其最頂層的1%持有的國民所得佔比，較南非、巴西，甚至美國等國還要大。報告也提出印度的不平等現象自2000年初以來一直在上升，特別是億萬富翁階層的集中程度更為顯眼，報告撰寫者將這種現象稱為"億萬富翁統治階級"。作者們主張為應對日益加劇的不平等，應改善官方數據的獲取途徑，並提高經濟報告的透明度。他們還建議對超級富豪徵收綜合性財富稅，以降低極端不平等，同時創造財政空間，以增加社會部門投資。
由於印度有很大部分人口沒納入所得稅數據庫，因此大多數數據（例如國家樣本調查辦公室（NSSO）所提供的）都是根據消費支出推算，而非根據所得數據。根據世界銀行的數據，印度於2009年的吉尼係數為0.339，低於之前的0.43（1995-96財年）和0.45（2004-05財年）。然而國際貨幣基金組織（IMF）於2016年在其亞洲及太平洋地區經濟展望報告中，表示印度的吉尼係數已從0.45（1990年）上升到0.51（2013年）。
根據總部設於法國的凱捷管理顧問公司所發表的2015年世界財富報告，印度有198,000名高淨值人士，擁有的財富達到7,850億美元。

### 社會階層鴻溝
| 年份   | 至少擁有的淨值 印度盧比（千） | 人數    |
| ------ | ----------------------------- | ------- |
| 1687年 | 117                           | 7000    |
| 1700年 | 124                           | 6,172   |
| 1725年 | 124                           | 6,820   |
| 1750年 | 120                           | 7,469   |
| 1775年 | 120                           | 8,117   |
| 1800年 | 129                           | 8,765   |
| 1825年 | 128                           |         |
| 1850年 | 128                           | 4,605   |
| 1875年 | 136                           | 2,667   |
| 1900年 | 228                           | 3,104   |
| 1925年 | 759                           | 4,109   |
| 1950年 | 2,057                         | 4,968   |
| 1975年 | 6,784                         | 12,561  |
| 2000年 | 49,457                        | 43,267  |
| 2021年 | 160,062                       | 147,717 |

瑞士信貸集團發表的2014年《全球財富數據手冊》報告稱，印度社會最底層的10%人口僅擁有全國0.2%的財富。而最富有的10%人口自2000年以來則變得更為富有。
| 社會階層  | 擁有全國財富佔比 (%) |
| --------- | -------------------- |
| 底層的10% | 0.2                  |
| 10 - 20%  | 0.4                  |
| 20 - 30%  | 0.8                  |
| 30 - 40%  | 1.3                  |
| 40 - 50%  | 1.8                  |
| 50 - 60%  | 2.6                  |
| 60 - 70%  | 3.8                  |
| 70 - 80%  | 5.7                  |
| 80 - 90%  | 9.4                  |
| 頂層的10% | 74                   |
| 頂層的1%  | 41                   |

## 造成不平等的原因
印度國家諮詢委員會成員N. C. Saxena認為該國所得差距擴大，可歸因於印度結構不良的農業和農村安全網。"不幸的是印度農業正處於崩潰的狀態。人均糧食產量正在下降。電力、道路交通設施等農村基礎設施狀況不佳。" 而"所有的安全網都根本無法發揮作用，農村就業計劃和公共所得分配系統的表現遠低於其應發揮的水平，而加劇農村地區的苦難。反過來，市場力量有利於城市地區，這就是印度城市得以更快的速度發展的原因。"

## 影響
印度經濟持續增長，其國內生產毛額（GDP）增長速度快於大多數國家。但GDP上升的成果並未讓社會大眾平等享有。印度社會中日益增長的所得不平等對貧窮公民獲得教育和醫療保健的機會造成負面影響。這種加劇的不平等使得窮人難以沿著經濟階梯往上移動（參見經濟流動性），並增加他們受到世襲貧窮所困的風險。生活在最底層10%的人口的特徵是工資低廉、工作時間長及難以取得基本服務（例如急救、飲用水和衛生設施）。

## 外部連結
- Survival of the Richest: The India Story by Oxfam
- Income and Wealth Inequality in India, 1922-2023: The Rise of the Billionaire Raj by Thomas Piketty
- Towards tax justice and wealth redistribution in India: Proposals based on latest inequality estimates by Thomas Piketty